# Гостинный
Гостинный (Гостиный) — хутор в Острогожском районе Воронежской области. Входит в состав Коротоякского сельского поселения.
| 2000 | 2005 | 2010 |
| ---- | ---- | ---- |
| 25   | ↗28  | ↘9   |

На хуторе есть улица — Дачная и переулок — Лесной.